# 上埃姆斯

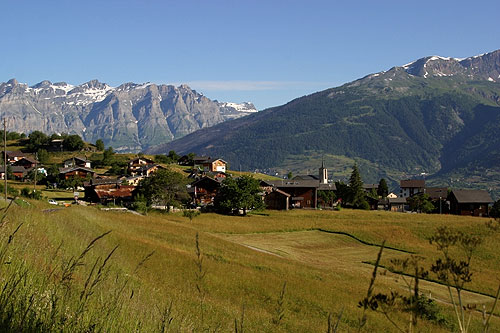

上埃姆斯是瑞士的城鎮，位於該國南部，由瓦萊州負責管轄，面積50.27平方公里，海拔高度1,335米，2011年人口130，九成半人口信奉羅馬天主教，人口密度每平方公里3人。

## 外部連結
- Official website （德文）